# 赫布·特纳
赫布·特纳（英語：Herb Turner，1910年8月6日—1998年5月5日），澳大利亚男子赛艇运动员。他曾代表澳大利亚参加1938年大英帝国运动会赛艇比赛，获得一枚金牌。他也曾参加1936年夏季奥运会。